# Pure Digital Television
PDTV est une abréviation de Pure Digital Television. Cette abréviation apparaît le plus souvent dans les noms de fichiers de séries TV échangées sur Internet via le P2P.
C'est le nom donné au fichiers rippés directement depuis une source numérique, ayant une moins bonne résolution comparé aux HDTV. La video est acquise directement depuis une carte tuner TV capable de recevoir le flux numérique en DVB (nom de la norme utilisée pour la télévision numérique terrestre, dite TNT) ou en ATSC en Amérique du Nord.